# Little Sis Nora
Nora Ekbergová, běžněji známa jako Little Sis Nora (* 30. srpna 1996 Borås), je švédská zpěvačka a písničkářka. Je mladší sestrou zpěváka AronChupy a členka hip hop skupiny Albatraoz.

## Život
Narodila se 30. srpna 1996 ve městě Borås ve Švédsku. Vyrůstala v rodině muzikantů a v roce 2015 navštěvovala Santa Rosa Junior College. Poté, co se svým bratrem Aronem Ekbergem složila píseň „I'm an Albatraoz“, zpívala na festivalu Ultra Music Festival.

## Kariéra
Debutovala jako zpěvačka písně I'm an Albatraoz, která se dočkala celosvětového úspěchu.
Se svým bratrem pak nazpívala další píseň s názvem „Rave in the Grave“. Později v roce 2019 vydali společný singl „Hole in the Roof“.
V roce 2020 vydali píseň „The Woodchuck Song“, která se umístila na 83. místě žebříčku Swedish Top Singles 100. V roce 2021 vydala sólový singl „Rave in my Garage“, aby přehlušila depresi související s lockdowny během pandemie COVID-19. V následujícím roce (2022) vydali společný singl „Booty Call“.

## Diskografie
Singly (s AronChupa)
- „I'm an Albatraoz“ (2014)
- „Grandpa’s Groove“ (2016)
- „Little Swing“ (2016)
- „Llama in my Living Room“ (2017)
- „Rave in the Grave“ (2018)
- „Hole in the Roof“ (2019)
- „The Woodchuck Song“ (2020)
- „Thai Massage“ (2020)

Singly (sólo)
- „Fun“ (2020)
- „Rave In My Garage“ (2021)
- „MDMA“ (2021)
- „Dance 'til We Die (Emma's Song)“ (2022)
- „Party Trick (Burp Song)“ (2022)
- „Samurai“ (2022)
- „My X“ (2023)
- „Hardstyle Fish“ (s Little Big) (2024)